# V Korpus Wielkiej Armii

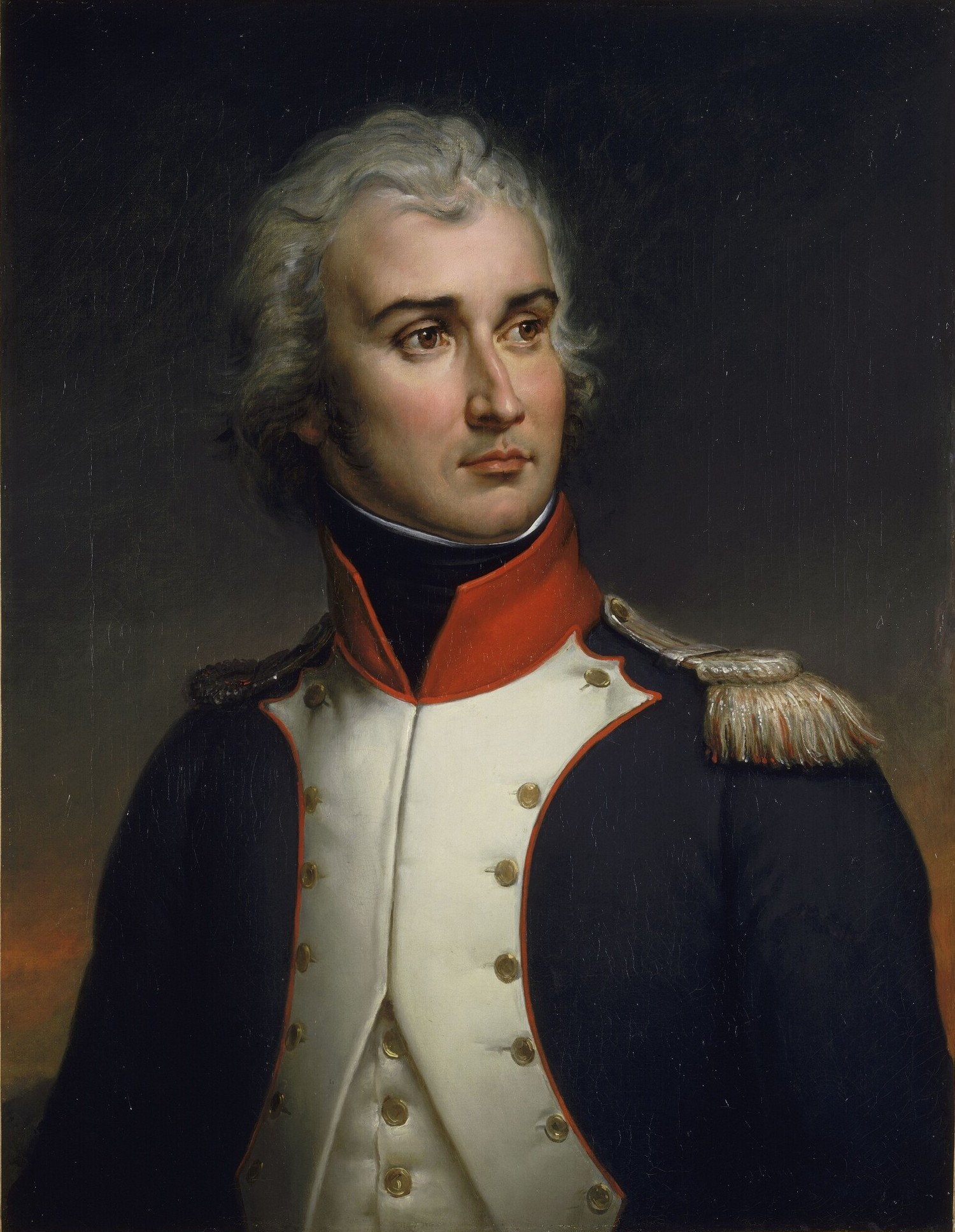
Marsz. Jean Lannes, pierwszy dowódca V Korpusu WA

V Korpus Wielkiej Armii – jeden z korpusów Wielkiej Armii I Cesarstwa Francuskiego utworzony w 1805, zwany czasem w literaturze „Korpusem polskim” (w 1812 Armia Księstwa Warszawskiego stała się trzonem odtwarzanego korpusu). Z woli Napoleona pierwszym dowódcą V Korpusu Wielkiej Armii został marszałek Jean Lannes.

## Dowódcy V Korpusu WA

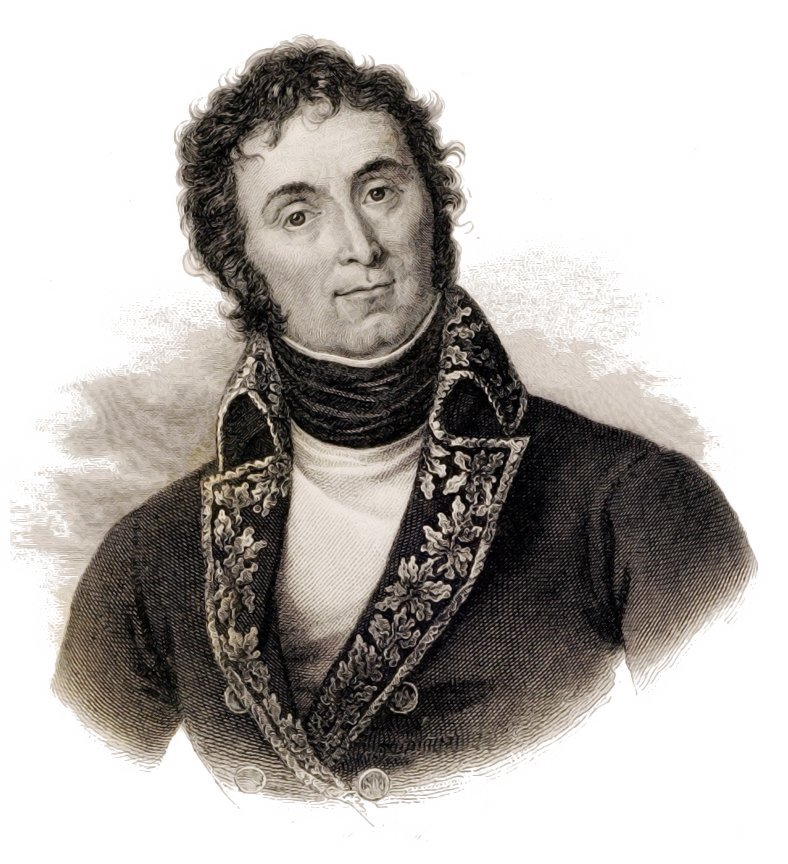
Marsz. André Masséna, dowódca V Korpusu WA od 6 marca 1807

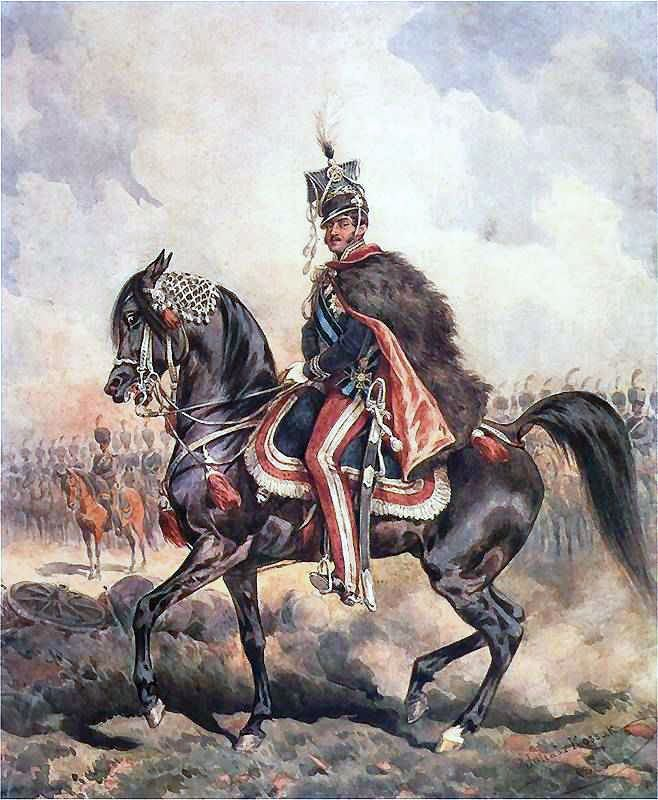
Książę Józef Poniatowski dowódca V Korpusu WA w 1812. Portret księcia Józefa na koniu, Juliusz Kossak, 1879

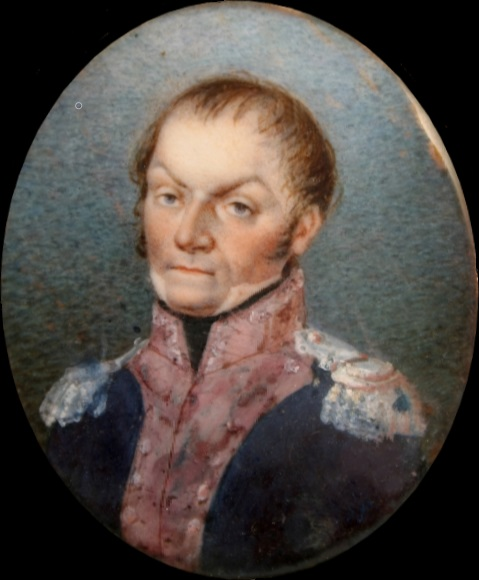
Generał Józef Zajączek

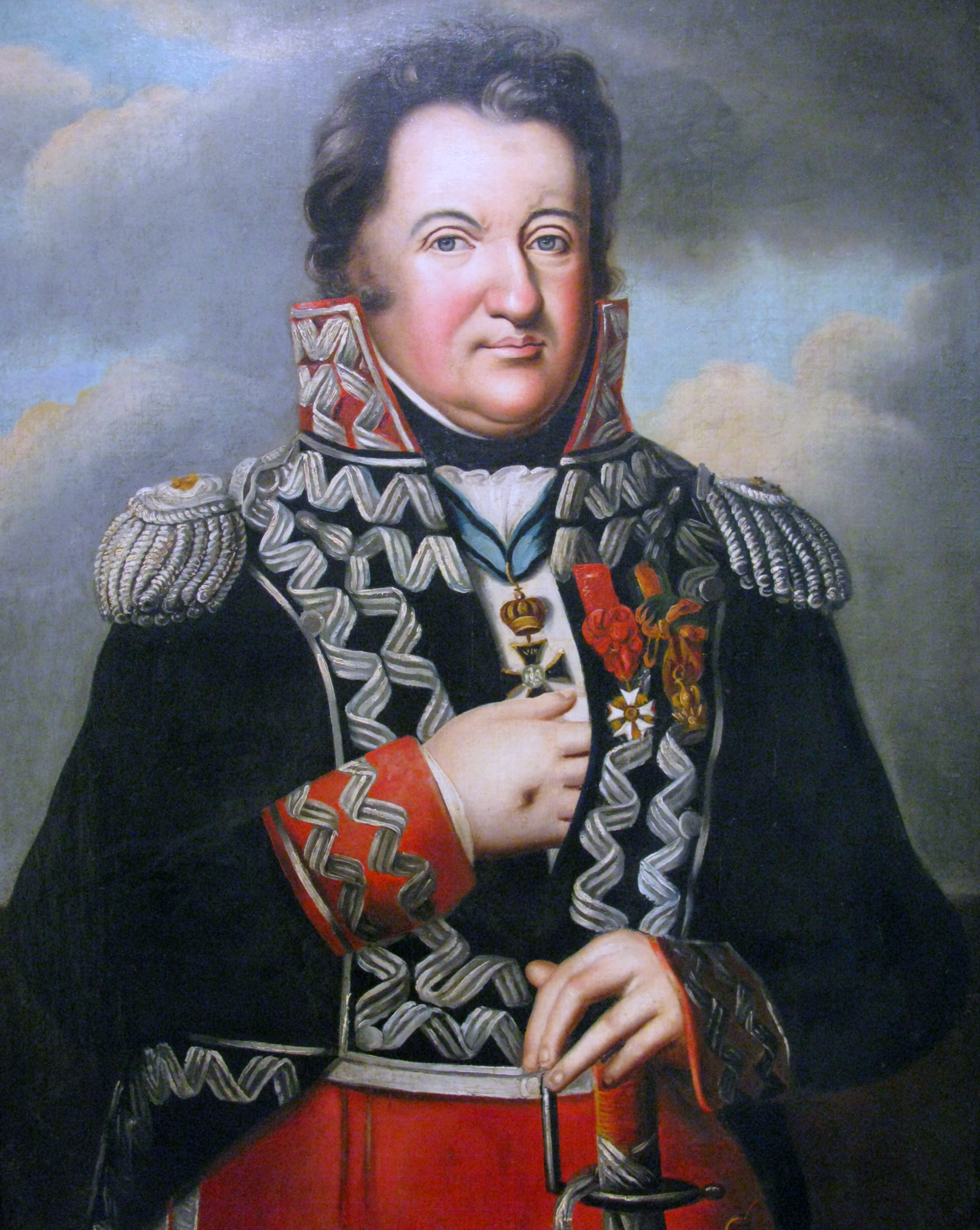
Jan Henryk Dąbrowski

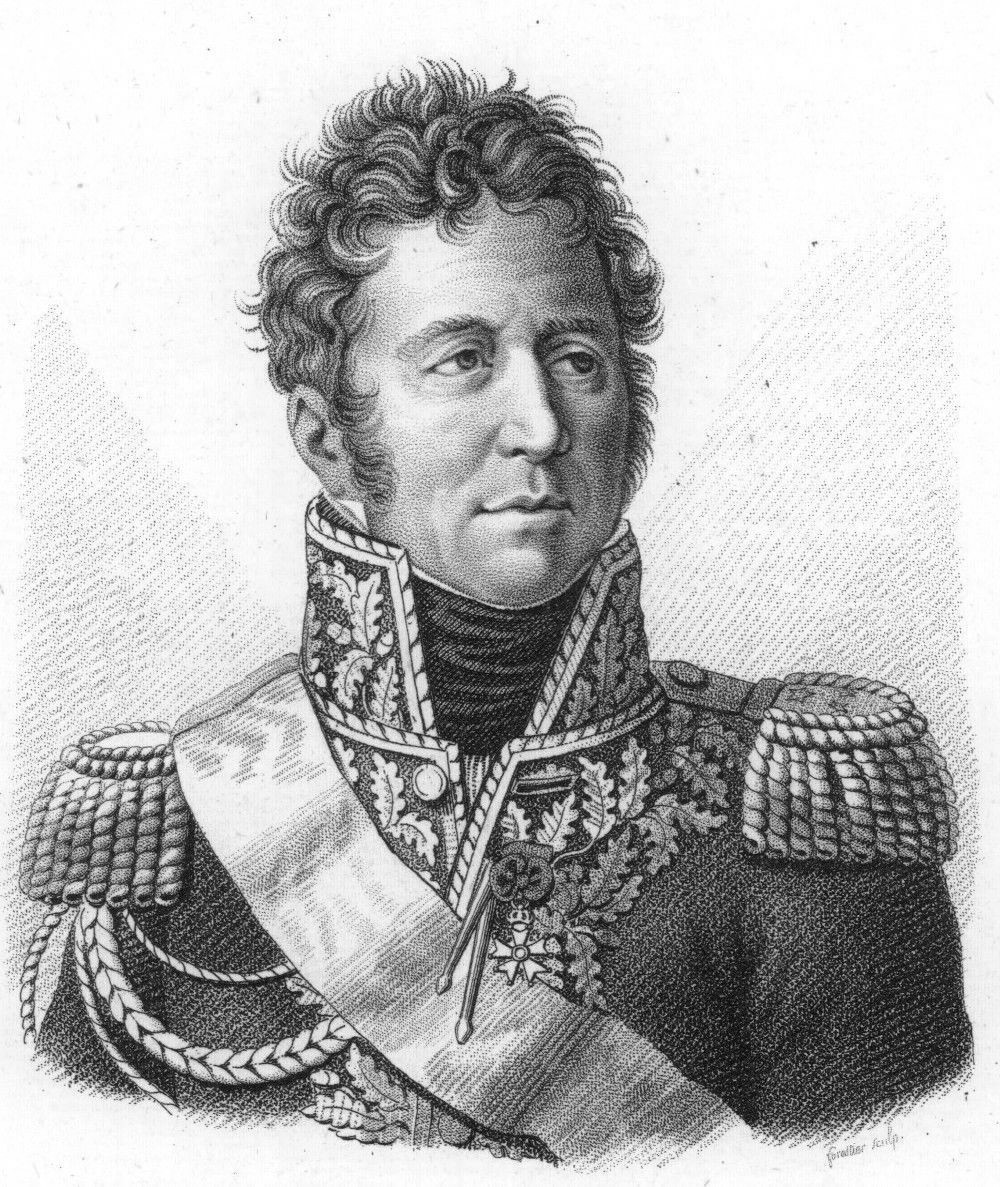
Gen. Jacques Alexandre Law de Lauriston, dowódca V Korpusu Wielkiej Armii w 1813

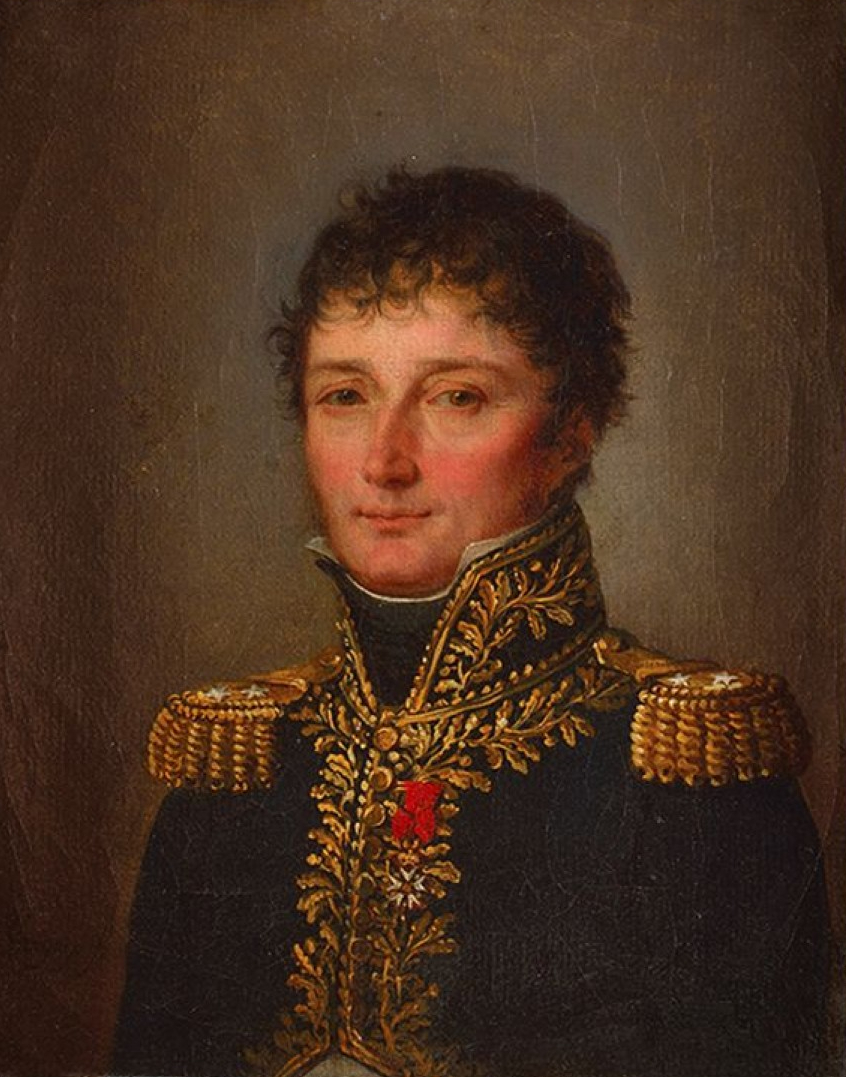
Gen. Jean Pierre Baillod, szef sztabu V Korpusu Wielkiej Armii w 1813

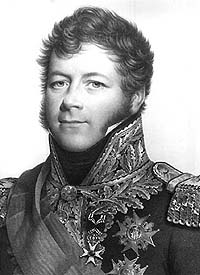
Gen. Nicolas Joseph Maison, dowódca 16 Dywizji
w 1813

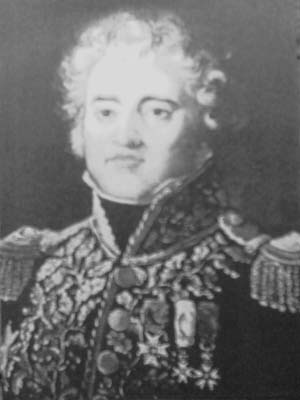
Gen. Jacques Pierre Louis Puthod, dowódca 17 Dywizji
w 1813

- marsz. Jean Lannes (od 23 sierpnia 1805 do 9 grudnia 1805)
- marsz. Édouard Mortier (od 9 grudnia 1805 do 4 września 1806)
- marsz. François Joseph Lefebvre (od 4 września 1806 do 5 października 1806)
- marsz. Jean Lannes (od 5 października 1806 do 31 stycznia 1807)
- gen. Anne Jean Marie René Savary (od 31 stycznia 1807 do 6 marca 1807)
- marsz. André Masséna (od 6 marca 1807)
- książę Józef Poniatowski (od 3 maja 1812 do 12 listopada 1812)
- gen. Józef Zajączek (od 12 listopada 1812)
- gen. Jacques Alexandre Law de Lauriston (1813)

## Historia korpusu przed 1812
2 Dywizja V Korpusu Wielkiej Armii, dowodzona przez gen. Gazana, była jedną z dywizji tworzących nowy VIII Korpus Wielkiej Armii. Zmiany organizacyjne Wielkiej Armii miały związek z przygotowaniami do bitwy pod Dürrenstein (11 listopada 1805).
2 brygada huzarów V Korpusu Wielkiej Armii dołączyła do jazdy Joachima Murata i wzięła udział w bitwie pod Wertingen (8 października 1805).

### Skład w 1805 (niepełny)
- dowódca marsz. Jean Lannes
- 100 pułk piechoty liniowej

- 2 brygada huzarów – (w 1805 dołączyła do jazdy Joachima Murata) dow. gen. Jean Louis François Fauconnet (1750–1819)
  - 9 i 10 pułk huzarów (razem ok. 600 szabel)
  - półkompania artylerii konnej (3 armaty)

### Kampania pruska 1806
4 października 1806 Wielka Armia wkroczyła do sprzymierzonej z Prusami Saksonii idąc na północny wschód. Podzielona była na korpusy armijne.
V Korpus marsz. Jeana Lannesa i VII Korpus marsz. Pierre’a Augereau maszerowały z Bambergu przez Coburg na Saalfeld/Saale.

## Odtworzenie korpusu w 1812
Korpus został powołany, a de facto odtworzony dekretem Napoleona z 3 maja 1812. Dowództwo nad korpusem powierzono księciu Józefowi Poniatowskiemu. Od 12 listopada 1812, na skutek rany księcia Poniatowskiego, dowództwo przejął gen. Józef Zajączek. Korpus ten był największą polską formacją wojskową w wojnie roku 1812.
Szefem sztabu korpusu był gen. Stanisław Fiszer, aż do czasu gdy został śmiertelnie ranny w bitwie pod Tarutlnem. Dowódcą artylerii korpusu zaś gen. Jean Pelletier, a wojsk inżynieryjnych gen. Jean-Baptiste Mallet de Grandville.
Korpus liczył około 32 000 żołnierzy (inne źródła 36 tys.) i posiadał ok. 70 dział. Brał udział m.in. w bitwach pod Smoleńskiem i pod Borodino.

### Skład w 1812
- 16 Dywizja – gen. Józef Zajączek (potem gen. Izydor Krasiński i Franciszek Paszkowski)
  - Brygada – gen. Stanisław Mielżyński
    - 3 pułk piechoty
    - 15 pułk piechoty

  - Brygada – gen. Franciszek Paszkowski
    - 16 pułk piechoty

  - 18 Brygada Jazdy – gen. Michał Ignacy Kamieński
    - 2 pułk ułanów
    - 4 pułk strzelców konnych
- 17 Dywizja – gen. Jan Henryk Dąbrowski
  - Brygada – gen. Edward Żółtowski
    - 1 pułk piechoty
    - 6 pułk piechoty
    - 10 pułk piechoty

  - Brygada – gen. Czesław Pakosz
    - 14 pułk piechoty
    - 17 pułk piechoty

  - Brygada Jazdy – gen. Tadeusz Tyszkiewicz
    - 1 pułk szaserów
    - 15 pułk ułanów
- 18 Dywizja gen. Ludwika Kamienieckiego
  - Brygada – gen. Michał Grabowski
    - 2 pułk piechoty
    - 8 pułk piechoty

  - Brygada – gen. Stanisław Potocki
    - 12 pułk piechoty

  - 20 Brygada Jazdy – gen. Antoni Paweł Sułkowski
    - 5 pułk szaserów
    - 13 pułk huzarów

Trzy ww. brygady jazdy utworzyły następnie dywizję jazdy, której to dowództwo powierzono gen Michałowi Ignacemu Kamieńskiemu.

## Odtworzenie korpusu w 1813
V Korpus Wielkiej Armii został odtworzony zimą 1813 w Magdeburgu. Kwatera główna: Löwenberg (pol. Lwówek Śląski).

### Skład w II połowie 1813
- dowódca – gen. dyw. Jacques Alexandre Law de Lauriston (1768–1828)
- szef sztabu – gen. bryg. Jean Pierre Baillod (1771–1853)
- dowódca artylerii – gen. bryg. Jean Edmond Filhol de Camas
- dowódca saperów – płk Lamarre

- 16 Dywizja – gen. dyw. Nicolas Joseph Maison (1771–1840)
- 1 Brygada – gen. Raymond Pierre Penne (1770–1815)
  - 151 pułk piechoty liniowej – płk Laurent-Marie Lebron
  - 152 pułk piechoty liniowej – płk Pierre Raynaud
- 2 Brygada
  - 153 pułk piechoty liniowej – płk Louis-Benoit Mathieu
  - 154 pułk piechoty liniowej – płk Jacques-Francois Ozilliau
  - dwie baterie piesze, bateria konna, oddział wozów artyleryjskich

- 17 Dywizja – gen. Jacques Pierre Louis Puthod (1769–1737)
- 1 Brygada – gen. Martial Vachot
  - 134 pułk piechoty liniowej -płk Marie-Frederic Brillat-Savarin
  - 146 pułk piechoty liniowej – płk Antoine-Jacques Falcou
  - 3 Pułk cudzoziemski płk Lawless
- 2 Brygada – gen. Jean Aurèle de Boisserolle (1764–1829)
  - 147 pułk piechoty liniowej – płk Benoit Prosper Sibuet
  - 148 pułk piechoty liniowej – płk Marc Antoine Marie Obert
  - dwie baterie piesze, oddział wozów artyleryjskich

- 19 Dywizja – gen. dyw. Marie Joseph Rochembeau
- 1 Brygada – gen. Louis Harlet (1772–1853)
  - 135 pułk piechoty liniowej – płk Louis-Onesime Poirson
  - 149 pułk piechoty liniowej – płk Eugene-Charles-Augustin-David Mandeville
- 2 Brygada – gen. Michel Pascal Lafitte
  - 150 pułk piechoty liniowej – płk Francois Basile Azemar
  - 155 pułk piechoty liniowej – płk Paul-Noel-Jules Sennegon-Lasgonniere
  - dwie baterie piesze, oddział wozów artyleryjskich
  - rezerwa i tabor korpusu – trzy baterie piesze, bateria konna, trzy kompanie saperów, oddziały wozów artyleryjskich i ekwipunku

## Odtworzenie korpusu wiosną 1815
V Korpus odtworzono w marcu 1815 na bazie Armii Renu.
- dowódca: Jean Rapp
- 20 000 żołnierzy.

## Linki
Rękopis: Raport generała Ludwika Kamienieckiego, dowódcy 18 Dywizji Piechoty, dla księcia Józefa Poniatowskiego, dowódcy V Korpusu Wielkiej Armii, napisany w Porębie (w powiecie chrzanowskim) 2.04.1813 r. - biblioteka cyfrowa Crispa